# Sebastiano Buzzin
Sebastiano Buzzin (Cormons, 24 dicembre 1929 – Locarno, 17 dicembre 2007) è stato un allenatore di calcio e calciatore italiano di ruolo interno.
Ha giocato quattro anni in Serie A, facendo da rincalzo dell'attacco all'Inter e alla Fiorentina.

## Carriera
Cresciuto nella Cormonese e nella Pro Gorizia, è stato preso ventenne dall'Inter, che lo ha girato per un biennio in prestito al Pavia e poi al Vigevano in Serie C.
Al suo rientro, è stato solo una riserva nella squadra che ha vinto due scudetti nel 1952-1953 e 1953-1954. Ha esordito in A il 28 settembre 1952 in Torino-Inter (1-1). Nel 1954 passa alla Fiorentina, dove gioca metà stagione segnando tre reti.
In cerca di spazio, passa in prestito al Verona, in Serie B, dove segna ben 14 reti. Nel quadriennio successivo gioca al Catania, con cui conquista la promozione in Serie A nel 1959-1960. Dopo una breve parentesi al Siracusa, chiude la carriera in Svizzera con Bellinzona e Locarno, dove ricopre il doppio ruolo di allenatore-giocatore. Prosegue la carriera di allenatore nelle serie minori italiane per poi trasferirsi definitivamente in Svizzera.
Nel 1965 diviene allenatore-giocare dei canadesi del Montréal Italica, squadra della Eastern Canada Professional Soccer League, con cui nel campionato 1965 vince la stagione regolare, fallendo però nella vittoria nei play-off per il titolo.
Nell'estate 1971 viene in ingaggiato dal Montréal Olympique, franchigia esordiente nella North American Soccer League 1971, subentrando allo spagnolo Michel Campo. L'OM chiuse la stagione al quarto ed ultimo posto della Northern Division. 
In carriera ha totalizzato complessivamente 37 presenze e 8 reti in Serie A e 168 presenze e 47 reti in Serie B.

## Palmarès

### Giocatore

#### Competizioni nazionali
- Campionato italiano: 2

Inter: 1952-53, 1953-54
- Serie C: 1

Vigevano: 1951-1952
- Promozione dalla Serie B alla Serie A: 1

Catania: 1959-60